# Талпын (Западно-Казахстанская область)
Талпын (каз. Талпын) — село в Теректинском районе Западно-Казахстанской области Казахстана. Входит в состав Акжаикского сельского округа. Код КАТО — 276233600.

## Население
В 1999 году население села составляло 632 человека (299 мужчин и 333 женщины). По данным переписи 2009 года, в селе проживало 548 человек (269 мужчин и 279 женщин).